# Susana Crespo
Susana Crespo ( 7 de julio de 1928 - 30 de mayo de 2010 ) fue una botánica, y profesora argentina. Fue maestra en 1953, del Instituto
Nacional del Profesorado Secundario “Joaquín V. González”. Estudió botánica en el "Instituto de Botánica Darwinion", San Isidro (Buenos Aires) en 1958, con el Ing. Agr. Arturo E. Burkart, con la familia Labiatae para la “Flora ilustrada de Entre Ríos”, colaborando también con él en la anatomía del género Adesmia. Realizó la revisión del género Typha (Typhaceae) de Argentina, en colaboración con el Dr. Román L. Pérez-Moreau.
En 1966, ingresó en el "Instituto de Botánica Agrícola" del Instituto Nacional de Tecnología Agropecuaria (INTA Castelar), estudiando familias para la “Flora Patagónica”. Asimismo asistía al Darwinion como investigadora externa, costumbre seguida aún mucho después de retirarse de INTA. Junto con el Dr.
R.L. Pérez-Moreau formaron becarios, entre ellos Rosa Kofalt, interesada en la flora patagónica austral, y Raúl Pozner, a quien guiaron en los comienzos
de sus estudios sobre cucurbitáceas argentinas.
Realizó numerosos viajes de recolección botánicos, tanto a la provincia de Entre Ríos, como a la Patagonia argentina; y participó en 1967 de la Expedición Científica a la isla de los Estados, apoyada por el "Centro de Investigaciones de Biología Marina (CIBIMA) y la Dirección de Hidrografía Naval del Ministerio de
Marina.
Legó su biblioteca botánica al "Instituto Darwinion".

## Algunas publicaciones
- a.e. Burkart. 1964. Contribución al estudio del género Adesmia (Leguminosae) V. Darwiniana 13: 9-66. Colaboración en el estudio anatómico del género Adesmia por la Prof. Susana Crespo

- s. Crespo. 1962. Ballota nigra, una Labiada nueva para la flora argentina. Darwiniana 12: 523-527

- --------------, r.l. Pérez-Moreau. 1967. Revisión del género Typha en la Argentina. Darwiniana 14: 413-429

- --------------, ---------------------. 1968. Dos Boraginoideae nuevas para la flora argentina. Darwiniana 14: 619-622

- --------------, ---------------------. 1969. Typhaceae. En M. N. Correa (ed.) Flora Patagónica. Colección Científica del INTA 8(2): 13-17

- --------------, ---------------------. 1969. Rehabilitación de Eriogonum ameghinoi Speg. y caída en sinonimia del género Sanmartinia (Polygonaceae). Darwiniana 15 (1-2): 112-114

- --------------. 1979. Labiatae. En A. Burkart (ed.), Flora Ilustrada de Entre Ríos. Colección Científica del INTA 6(5): 294-346

- --------------, r.l. Pérez-Moreau. 1981. Notas sobre Loasaceae: Loasa bergii Hieron. y rehabilitación de L. argentina Urb. et Gilg ex Speg.  Darwiniana 23: 171-178

- --------------, ---------------------. 1983. Notas sobre Loasaceae: Loasa incurva nueva especie de Neuquén. Hickenia 2 (1): 1-4

- --------------, ---------------------. 1984. Cunoniaceae. en M. N. Correa (ed.) Flora Patagónica. Colección Científica del INTA 8(4b):41-45

- --------------, ---------------------. 1984. Polygonaceae. En M.N. Correa (ed.) Flora Patagónica. Colección Científica del INTA 8(4a):60-98

- --------------. 1984. Ceratophyllaceae. en M. N. Correa (ed.), Flora Patagónica. Colección Científica del INTA 8(4a):282-284

- --------------. 1984. Lardizabalaceae. en M. N. Correa (ed.), Flora Patagónica. Colección Científica del INTA 8(4a): 323-324

- --------------. 1984. Nymphaeaceae. En M. N. Correa (ed.), Flora Patagónica. Colección Científica del INTA 8(4a): 280-281

- --------------, r.l. Pérez-Moreau. 1984. Droseraceae. En M. N. Correa (ed.), Flora Patagónica. Colección Científica del INTA 8(4b): 1-3

- --------------, ---------------------. 1988. Loasaceae. En M. N. Correa (ed.) Flora Patagónica. Colección Científica del INTA 8(5):199-217

- --------------, ---------------------. 1988. Tropaeolaceae. En M.N. Correa (ed.), Flora Patagónica. Colección Científica del INTA 8(5): 43-47

- --------------, ---------------------. 1991. Notas sobre Boraginaceae, Plagiobothrys corymbosus, nueva cita para la Flora Argentina. Bol. Soc. Argentina de Botánica 27:256-257

- --------------, ---------------------. 1991. Notas sobre Loasaceae. III. Loasa malesherbioides nueva cita para la flora Argentina. Bol. Soc. Arg. de Botánica 27:133-134

- --------------, ---------------------. 1992. Notas sobre Loasaceae IV. Loasa pulchella nueva combinación. Hickenia 14:67-68

- --------------, ---------------------. 1994. Loasaceae. En Flora chaqueña, Formosa, Chaco y Sgo. Del Estero, INTA. 9, 6 pp.

- --------------, ---------------------. 1995. Typhaceae. En L. J. Novara, (ed.) Flora del Valle de Lerma. Aportes Botánicos de Salta, Flora 3(5): 1-5

- --------------, ---------------------. 1999. Loasaceae. En: Zuloaga, F. O. & Morrone, O. (eds.) Catálogo de las Plantas Vasculares de la República Argentina. II. Monograph Sysematic of the Missouri Botanical Garden 74: 789-795

- --------------, ---------------------. 1999. Typhaceae. En A. Burkart & Bacigalupo, N. M. (eds.) Flora ilustrada de Entre Ríos. Colección Científica del

- --------------, ---------------------. 1999. Boraginaceae. En F. O. Zuloaga, & O. Morrone, (eds.) Catálogo de las Plantas Vasculares de la República Argentina. II. Monographs in Systematic Botany from the Missouri Botanical Garden 72: 376-377

- --------------, ---------------------. 2003. Loasaceae. En R. Kiesling (ed.) Flora de San Juan 2: 152-160

- --------------, ---------------------. 2005. Loasaceae. En A. Burkart & N. M. Bacigalupo (eds.) Flora ilustrada de Entre Ríos. Colección Científica del INTA 6(4): 395-398

- --------------, ---------------------. 2009. Typhaceae. En R. Kiesling (ed.) Flora de San Juan 4: 15-17

## Honores
Miembro
- Sociedad Argentina de Botánica

- La abreviatura «Crespo» se emplea para indicar a Susana Crespo como autoridad en la descripción y clasificación científica de los vegetales.[1]